# موداسته
موداسته (به لاتین: Mudaste) یک منطقهٔ مسکونی در استونی است که در شهرستان هیو واقع شده‌است.